# Albrecht von Haller
Albrecht von Haller (ur. 16 października 1708 w Bernie, zm. 12 grudnia 1777 tamże) – szwajcarski, niemieckojęzyczny lekarz, fizjolog, botanik i poeta, a także jeden z pierwszych niemieckojęzycznych konserwatystów.

## Życiorys
Od 1723 do kwietnia 1725 studiował pod kierunkiem Johanna Duvernoy nauki przyrodnicze, głównie botanikę i anatomię, na protestanckim uniwersytecie w Tybindze. Od 1725, kontynuował naukę z zakresu anatomii i chirurgii na Uniwersytecie w Lejdzie u słynnego już wówczas profesora Hermana Boerhaave, gdzie też 23 maja 1727 uzyskał stopień doctor medicinae. W Lejdzie Haller poznał Johannesa Gessnera. Latem 1727 odbył akademicką podróż po Anglii (Londyn i Oxford), a następnie udał się do Francji, gdzie w Paryżu ponownie spotkał Gessnera.
Zimą 1727–1728 Haller i Gessner studiowali tu anatomię i doskonalili się w chirurgii w renomowanych szpitalach. Wiosną 1728 obaj wyjechali do Bazylei, gdzie na uniwersytecie uczęszczali na wykłady Johanna Bernoulliego z matematyki. Latem odbyli wspólnie podróż po Szwajcarii, która zaowocowała głębszym zainteresowaniem się Hallera florą alpejską i rozpoczęciem gromadzenia jego zbiorów botanicznych, a także popularnym później poematem dydaktycznym pt. „Die Alpen”. Utwór ten doczekał się aż 30 wydań i został przetłumaczony na języki: angielski, francuski, włoski i łacinę. Zimą 1728–1729 Haller zastąpił w Bernie na stanowisku profesora anatomii chorego J.R. Miega, po czym jeszcze w tym samym 1729 osiadł w tym mieście i tu podjął praktykę lekarską. Bezskutecznie ubiegał się o posadę medyka miejskiego, a później także o objęcie katedry retoryki miejscowej uczelni. W 1735 uzyskał jedynie nominację na stanowisko bibliotekarza miejskiego. Zawiedziony w następnym roku opuścił miasto. Ostatnie lata Hallera naznaczone były walką z chorobami. Jego synem był botanik Albrecht von Haller (1758–1823).

## Osiągnięcia

Elementa physiologiae corporis humani VIII

W latach 1736–1753 Haller zajmował stanowisko profesora medycyny, botaniki i anatomii na uniwersytecie w Getyndze, gdzie stworzył m.in. instytut anatomii i założył ogród botaniczny. Był również inicjatorem założenia w 1751 r. tutejszej Akademii Nauk oraz jej pierwszym przewodniczącym.
Haller usystematyzował szwajcarską wiedzę botaniczną, wydając w 1742 r. Enumeratio methodica stirpium Helveticae indigenarum - opis flory szwajcarskiej w tomie in-folio, liczącym 830 stron i 24 plansze. W 1768 r. wyszło drugie wydanie jego dzieła pt. Historia stirpium indigenarum Helvetiae, liczące 971 stron i 48 rycin. Pomiędzy 1664 gatunkami roślin kwiatowych i 822 gatunkami roślin zarodnikowych, które podał, ok. 300 gatunków bądź odmian zostało opisanych po raz pierwszy.
Swoją wiedzę medyczną zawarł w wielotomowym opracowaniu pt. „Elementa physiologiae corporis humani” (wyd. 1757–1766). W dziele tym, które wznawiano aż do początków XX w., zawarł kompleksową, krytyczną wiedzę z anatomii i fizjologii swojej epoki. Dało ono podwaliny pod nowoczesną fizjologię eksperymentalną. Haller po raz pierwszy objął tu terminem fizjologii całokształt czynności zdrowego organizmu ludzkiego, wprowadzając szereg nowych pojęć, m.in. drażliwość (irritabilitas) i czułość (sensibilitas). Drażliwość jego zdaniem jest specyficzna dla mięśni, a czułość dla nerwów. Jako pierwszy wprowadził także takie pojęcia medyczne jak nadpobudliwość i nadwrażliwość.
W uznaniu swej wiedzy medycznej został mianowany doktorem honoris causa i nadwornym medykiem dworu angielskiego. Oferowano mu wielokrotnie posady na różnych europejskich uczelniach, m.in. w Utrechcie i Oxfordzie, jednak żadnej z nich nie przyjął. W 1747 objął kierowanie wydawaniem „Göttingischen Zeitungen von gelehrten Sachen” i ponownie odrzucił zaproszenie z zagranicy, tym razem z Berlina. 23 kwietnia 1749 uzyskał szlachectwo, nadane mu przez cesarza Franciszka I.
W 1753 objął stanowisko Rathausammana we władzach Berna, co pozwoliło mu powrócić do tego miasta wraz z rodziną – jednak tylko na cztery lata. Później (w latach 1758–1762) zarządzał salinami w Roche w dystrykcie L’Aigle, a następnie, do 1763 pełnił obowiązki wicegubernatora L’Aigle (obecnie w kantonie Vaud).
W 1764 Haller ponownie wrócił do konserwatywnego Berna, gdzie dziewięciokrotnie bez sukcesu ubiegał się o mandat w tzw. Małej Radzie. Dopiero w 1769, gdy po raz kolejny otrzymał zaproszenie do wyjazdu do Getyngi i objęcia tam urzędu kanclerza uniwersytetu, Berno w wyjątkowym trybie mianowało go dożywotnim assesorem sanitarnym z roczną pensją 400 koron.

## Poglądy polityczne
Von Haller reprezentował typowo konserwatywne poglądy polityczne i społeczne, do pewnego stopnia zbieżne z tymi jakie głosił Justus Möser. Von Haller uważał radykalne poglądy filozofów oświecenia za „czyste zło”. Krytykował ich bezkrytyczną wiarę w rozumowe możliwości ludzkie. Jego bratankiem był konserwatywny myśliciel polityczny Karl Ludwig von Haller (ur. 1768), który kontynuował idee wuja.

## Dzieła

### Dzieła naukowe (wybór)
- Erläuterungen zu Boerhaaves Institutiones (7 tomów), 1739-1744
- Enumeratio methodica stirpium Helveticae indigenarum (opis flory szwajcarskiej), 1742
- Icones anatomicae quibus praecipuae aliquae partes corporis humani delineatae proponuntur (...), Göttingen 1743-1754
- Primae lineae physiologiae in usum praelectionem academicarum, Göttingen 1747
- Opuscula botanica, Göttingen 1749
- Hermanni Boerhaave Methodus studii medici emaculata et accessionibus locupletata (...), Amsterdam 1751
- Opuscula anatomica, Göttingen 1751
- De partibus corporis humani sensilibus et irritabilibus, 1752
- Elementa physiologiae corporis humani (8 tomów), 1757-1766
- Historia stirpium indigenarum Helvetiae, 1768

### Dzieła literackie

#### Powieści
- „Usong”, 1771
- „Alfred, König der Angelsachsen”, 1773
- „Fabius und Cato”, 1774
- „Tagebuch seiner Beobachtungen uber Schriftseller und uber sich selbst”, 1787
- „Tagebucher seiner Reisen”, 1883

#### Poezje
- „Die Alpen”, 1729
- „Vom Ursprung des Ubels”, 1734
- „Gedichte”, 1732